# 포두부
포두부(布豆腐)는 얇게 압착해서 만든 두부이다. 전병이나 만두피처럼 얇은 형태이다. 중국에서는 "간더우푸(干豆腐, 乾豆腐, gān dòufu, 둥베이)", "더우푸피(豆腐皮, dòufu pí, 화베이)", "바이예(百叶, 百葉, bǎi yè, 장쑤)", "첸장(千张, 千張, qiān zhāng, 장시·안후이)", "첸장피쯔(千浆皮子, 千漿皮子, qiān jiāng pízi, 후난)" 등 여러 가지 이름으로 불린다.
수분이 거의 없어 변질이 잘되지 않으며 3개월 정도 냉장 보관이 가능하다.

## 만들기
일반 두부를 만들때 보다 콩을 더 곱게 갈아 밀도를 높인 콩물을 얇게 편 뒤 기계로 압착해 두께 1mm 정도로 만든다. 그대로 먹거나 국물, 조림, 볶음, 무침, 쌈 등 여러 가지 요리에 쓰인다.

## 같이 보기
- 건두부
- 두부껍질